# 跡見順子
跡見 順子（あとみ よりこ、1944年 - ） は、日本の生物学者。東京大学名誉教授。跡見学園評議員。日本女性科学者の会会長。文部科学大臣表彰科学技術賞受賞。

## 人物・経歴
茨城県筑波郡小野川村（現在のつくば市）生まれ。東京都立駒場高等学校を経て、1967年お茶の水女子大学文教育学部保健体育学科卒業。1973年東京大学大学院教育学研究科体育学専門課程修士課程修了、教育学修士。1979同博士課程満期退学、東京大学教育学部助手。1980年教育学博士。1982年東京大学教養学部講師。1985年同助教授。1994年東京大学大学院総合文化研究科生命環境科学系教授。2007年定年退職、東京大学名誉教授、東京大学サステイナビリティ学連携研究機構特任研究員。2009年東京大学アイソトープ総合センター特任研究員。2013年東京農工大学大学院工学府材料健康科学寄附講座客員教授。2015年科学技術分野の文部科学大臣表彰科学技術賞（理解増進部門）受賞。2017年跡見学園評議員。2018年日本学術会議特任連携会員。2021年日本女性科学者の会会長。
夫は外科医の跡見裕。

## 著書
- 『「細胞力」を高める : 「身心一体科学」から健康寿命を延ばす』論創社 2018年
- 『ほどよいストレスが人を若くする : 細胞が教えてくれた若返る生き方』サンマーク出版 2022年